# 이스마엘 보레로
이스마엘 보레로 몰리나(스페인어: Ismael Borrero Molina, 1992년 1월 6일~)는 쿠바의 레슬링 선수이다. 2016년 하계 올림픽에서 남자 그레코로만형 페더급 금메달을 획득했으며, 세계 선수권 대회에서 금메달 2개를 획득했다.